# Gentianella liniflora
Gentianella liniflora är en gentianaväxtart som först beskrevs av Humb., Bonpl. och Kunth, och fick sitt nu gällande namn av Fabris och J.S. Pringle. Gentianella liniflora ingår i släktet gentianellor, och familjen gentianaväxter. Inga underarter finns listade i Catalogue of Life.